# Actionnariat solidaire
L'actionnariat solidaire est une forme d'actionnariat où l'actionnaire solidaire renonce aux dividendes, afin que la société foncière ou coopérative ou financière solidaire dont il est actionnaire puisse consacrer l'intégralité de ses ressources et profits à la mise en œuvre de ses réalisations de solidarité.

## Situation en France

### Acteurs de l'actionnariat solidaire en France
Parmi les financeurs et organismes solidaires les plus connus en France, on trouve notamment l'Association pour le droit à l'initiative économique (ADIE), la Foncière Chenelet, Habitat et Humanisme, Comité catholique contre la faim et pour le développement, Entreprendre pour Humaniser la Dépendance (E.H.D.), Terre de Liens, la NEF, les Cigales, Babyloan et France Active[réf. nécessaire].
En France, l'actionnariat solidaire donne droit à une réduction de 18% de l’impôt sur le revenu sous la condition d'un investissement de 5 ans minimum.